# Miagrammopes extensus
Miagrammopes extensus är en spindelart som beskrevs av Simon 1889. Miagrammopes extensus ingår i släktet Miagrammopes och familjen krusnätsspindlar. Inga underarter finns listade i Catalogue of Life.